# 吳韋達
吳韋達（1984年2月27日—），臺灣政治人物，台灣民眾黨籍，彰化縣彰化市人，現任彰化縣議會議員，曾任時代力量副秘書長、決策委員、時代力量彰化黨部主任委員。

## 政治生涯
於2018年代表時代力量參選彰化縣議員，同年11月當選。
2020年11月，時代力量新任黨主席陳椒華就職，吳韋達成為新任中央黨部副秘書長。
2022年，尋求連任時以8票之差落敗。2023年9月，退出時代力量。同年11月，彰化縣議員林茂明因賄選被褫奪公權，吳韋達遞補當選彰化縣議員。
2025年6月加入民眾黨。

## 選舉紀錄
| 年度 | 選舉屆數               | 選舉區           | 所屬政黨 | 得票數 | 得票率 | 當選標記 | 備註 |
| ---- | ---------------------- | ---------------- | -------- | ------ | ------ | -------- | ---- |
| 2018 | 第十九屆彰化縣議員選舉 | 彰化縣第一選舉區 | 時代力量 | 8,721  | 5.43%  |          |      |
| 2022 | 第二十屆彰化縣議員選舉 | 彰化縣第一選舉區 | 時代力量 | 5,801  | 3.95%  | 遞補當選 |      |

## 外部連結
- 吳韋達 彰化縣議員在Facebook的專頁
- 吳韋達 彰化縣議員 （页面存档备份，存于）在Youtube的頻道
- 彰化縣議會 吳韋達議員簡介 （页面存档备份，存于）